# Alan Don
Alan Campbell Don (1885 – 3 de mayo de 1966) fue un religioso anglicano británico, miembro del consejo de administración de la National Portrait Gallery, autor del libro Scottish Book of Common Prayer,  capellán y secretario de Cosmo Lang, arzobispo de Canterbury de 1931 a 1941, capellán del presidente de la Cámara de los Comunes de 1936 a 1946 y deán de Westminster de 1946 a 1959. También fue Caballero comendador de la Real Orden Victoriana (KCVO) y doctor en Divinidad.

## Biografía
Nació en el seno de una familia industrial de Dundee, se educó en la Rugby School y el Magdalen College de la Universidad de Oxford. Después de decidir que el negocio familiar no era para él, tomó la orden sagrada en el Cuddesdon College antes de un curato en Redcar, seguido por una vicaría en Yorkshire. 
Luego siguió un período de diez años como deán de la catedral de su ciudad natal. De 1931 a 1941 fue secretario de Lang y se convirtió en capellán del rey. Cuando ya era capellán del presidente de la Cámara de los Comunes, en 1941 se convirtió en canónigo de la abadía de Westminster, así como rector de la prestigiosa Iglesia de Santa Margarita en Westminster, la iglesia parroquial del palacio de Westminster.
En 1946, recibió el nombramiento de deán de Westminster, cargo que mantuvo durante 13 años, un período que incluyó la coronación de la reina Isabel II. Fue nombrado caballero comendador de la Real Orden Victoriana en 1948. Se retiró a Canterbury y, aunque estaba casado, veía a su esposa solo una vez por semana para comer. Falleció el 3 de mayo de 1966.